# سليمان هوكسها
سليمان هوكسها (بالألبانية: Sulejman Hoxha‏) هو لاعب كرة قدم ألباني في مركز حراسة المرمى، ولد في 13 فبراير 1990 في دراس في ألبانيا. شارك مع منتخب ألبانيا تحت 17 سنة لكرة القدم ومنتخب ألبانيا تحت 19 سنة لكرة القدم ومنتخب ألبانيا تحت 21 سنة لكرة القدم. أما مع النوادي، فقد لعب مع بارتيزاني تيرانا ودينامو تيرانا ونادي تيوتا دورس.

## وصلات خارجية
- سليمان هوكسها على موقع قاعدة بيانات كرة القدم.إي يو (الإنجليزية)
- سليمان هوكسها على موقع Soccerway.com (الإنجليزية)
- سليمان هوكسها على موقع عالم كرة القدم.نت (الإنجليزية)